# Hughes 500
Pour les articles homonymes, voir Hughes.
Hughes 500 est le nom générique utilisé pour désigner divers modèles d'hélicoptères américains, civils et militaires, construits par la branche hélicoptères de l'entreprise Hughes Aircraft tels que le Hughes MD 500 ou le Hughes MD 500 Defender.